# Harasta al-Kantara
Harast al-Kantara (arab. حرستا القنطرة) – miejscowość w Syrii, w muhafazie Damaszek. W 2004 roku liczyła 2513 mieszkańców.